# Korolivka, Krasnodon
Korolivka (în ucraineană Королівка) este un sat în comuna Poricicea din raionul Krasnodon, regiunea Luhansk, Ucraina.

## Demografie
Componența lingvistică a localității Korolivka
     Rusă (96,37%)
     Ucraineană (3,63%)
Conform recensământului din 2001, majoritatea populației localității Korolivka era vorbitoare de rusă (96,37%), existând în minoritate și vorbitori de ucraineană (3,63%).